# 經筋
經筋包括十二經筋系統、經絡系統、臟腑系統、心血管系統、神經系統、淋巴系統等獨特的體系。
從經筋的記載分析其與肌肉方面的關係。在《靈樞‧經脈》說明“骨為幹，脈為營，筋為剛，肉為牆”。骨胳對機體所起的支柱作用，包括在運動時所起的槓桿作用；骨胳對附著於骨胳，能屈伸活動，表現強勁而有力；又以肌肉（包括皮下脂肪）對全身各部分的組織臟器起著重要的保護作用。所以筋不完全等於肌肉。

## 經筋病理基礎
經筋病理基礎主要論述經筋性結構受創或慢性勞損後，經筋性組織因而造成攣縮(保護性)、扭轉(適應)、牽拉或位移，或失去平衡時，經筋性組織內部就會產生一系列擠壓、攣縮、積聚、粘連、瘢痕等病理性改變；迫使經筋性內循環系統產生阻礙，致筋路受阻、氣血瘀滯、營養不良、神經傳導不暢及紊亂，形成惡性循環，是導致臨床各類經筋性病症的主要因素。
古人有云：「有諸內，必行於外」、「病藏於內，証形於外」。薛己《正體類要·序》指出：「肢體損於外，則氣血傷於內，營衛有所不貫，臟腑由之不和。」說明形體內外之間，在生理上是相互連系，相互協調；在病理上是相互轉變，互以影響。經筋性病症會影響內臟功能活動，內臟病變也會反應到體表經筋之上。這就是筋性內臟病產生的重要機制。治病也分外治法和內治法，內服外用務求達到全面治療目的。

## 經筋療法
在經筋醫學理論指導下，應用經筋相關技術或方法，作用於經筋體治療經筋相關疾病和保健身體的過程，稱經筋療法。
經筋療法來源於臨床實踐，是臨床實踐性特強的治療方法。經筋（療法）之理與易筋經之理，異曲同工。易筋經，即是專論述易筋之經典。易筋經認為事物無不可易，筋也然；通過對筋的鍛鍊、理順，使筋路滌暢排除內障。古人云：但使五臟元真通暢，則百病不生（即無阻無障）。
經筋療法就是通過訓練有素的專業註冊經筋師，在人體經筋體之上進行手法為主的操作，尋找疾病的根源──經筋病源體（筋障）；並以經筋骨架整療術等為主體的經筋療法技術，以清除病源體（筋障）為目的的調整治療，“理順病筋、捺正錯節”。經筋是經筋療法的直接作用對象，經筋治療手段，以整全的理念，對經筋系統進行全面整體性的調理，使經筋性通路系統通暢，來達到保健和治療目的。

## 經筋醫學
經筋醫學是研究人體經筋與骨骼系統的整體形態結構的正常功能、分佈與循行規律、病因病理、臨床體征，以及應用於臨床的檢查手段、診斷和治療。並結合預防、康復和保健的一門專業學科。經筋醫學認為，人體原即具有本能強大的"自體癒合能量"，其發病原因主要為經筋通道受阻及骨架失穩後引致各類臨床病症，只要消除經筋阻障及調整骨架（筋障），使氣血、經絡通暢，身體免疫機制就能發揮其功能和作用，即可修復病竈、消除疾病，並恢復身體康健。治療方法包括：手法治療、刺針治療、彈筋、等綜合治療和運動治療等。
经筋具有自身的独立性，但由于长久以来人们对经络系统的理论研究和临床应用侧重在十二经脉，对十二经筋的重视较少，使经筋常被误认为是经脉的附属部分，有时甚至将经筋和经脉混为一谈。《黄帝内经·灵枢》将经筋篇与经脉篇分别以十二经分部体系论说，表明经筋与经脉作为经络系统的共同组成部分，虽然联系紧密，但都有其自身的属性、规律及生理病理特点，存在本质的差异。

## 经筋与经脉的不同
经筋主维络，司运动；经脉主气血，充脏腑。
1.主体结构不同
经筋的结构有别于经脉，呈“中无有孔”形态，是经脉之气“结聚散落”在骨骼关节和肌肉组织的体系。
经脉包括十二经脉与奇经八脉，呈“中空有隙”形态，是输送气血、沟通内外、传导信息的通道结构。
2.循环方向不同
经筋与经脉循行位置大抵一致，但在手足上反向。
3.循环过程不同
十二经筋循行过程具有“结、聚、交、合”的特性，多结聚在腕、肘、肩、膝、腘、踝、踵等关节部位。
十二经脉的循行分为内外两部分：外行循于头面、四肢及躯干，路线上有腧穴分布；内行则入胸腹腔内，路线上无腧穴分布。
4.分布形态不同
经筋以条、片、面状分布周身，在人体呈现浅、中、深的立体形态结构。
经脉以线状形态为主，沿人体体表规律循行。
5.所属病症不同
经筋病以疼痛和功能障碍为主，多为筋肉、关节、筋膜等循行所过之处的病证或损伤。
经脉病以十二经脉和奇经八脉疾病为主，主要表现为循经分布和局部分布上的穴位异常。

### 腳註
林友《淺談經絡實質在經筋》

## 其他參考資料
- 《黃帝內經·靈樞》
- 薛己《正體類要·序》
- 林友《淺談經筋新定位》
- 林友《淺談經絡實質在經筋》
- 林友《淺談本體病因學說》
- 周嘉儀《經筋醫學近代的研究》

## 外部連結
- 香港中華經筋醫學院
- 中華經筋醫學院 https://jjkec.com/

1. ↑  .   [2024-03-31]. （原始内容存档于2016-03-04）.
2. ↑  王, 笛钇. . 中医临床研究. 2022-03-10, 14 (07) –知网.